# Tiszaszentmárton
Tiszaszentmárton község Szabolcs-Szatmár-Bereg vármegyében, a Záhonyi járásban.

## Fekvése
A megye északi szélén helyezkedik el, közvetlenül az ukrán határ mellett, a Tisza bal partján. A szomszédos települések a határ magyar oldalán: észak felől Zsurk, dél felől Eperjeske, nyugat felől Tiszabezdéd, északnyugat felől pedig Záhony. A határ túloldalán a legközelebbi települések: északkelet felől Eszeny, kelet felől pedig Szalóka.

### Megközelítése
Csak közúton érhető el, Zsurk vagy Eperjeske érintésével, a 4115-ös úton. Az ország távolabbi részei felől a 4-es főúton érhető el a legegyszerűbben, tuzséri vagy záhonyi letéréssel.
A hazai vasútvonalak közül a Mátészalka–Záhony-vasútvonal érinti, de a vonalnak nincs megállási pontja a határai között. Áthalad még a területén egy, kizárólag teherforgalmat bonyolító vasútvonal is, mely a falu déli határában állandó híddal szeli át a Tiszát és az ukrajnai Bátyúig (Батьово) vezet.

## Története
Az igen korai, 11. századi település nevét a Szent Márton tiszteletére emelt kápolnájáról kapta. Nevét az oklevelek 1212-ben említik először, Artolph-földe néven, de Szentmárton néven is nevezték. Első ismert birtokosa az Aba nemzetségből származó Artolph volt. 1322-ben a Tomaj nemzetség tagjainak birtoka volt, 1584-ben a Losonczi családé és Losonczi Annáé. 1588-ban házasság révén került a Forgácz családhoz, Forgácz Zsigmond kapta meg Losonczi Anna kezével. A Losonczy család a 16. században kastélyt emelt itt, ami hol a király, hol az erdélyi fejedelmek birtokában volt. A birtokot a 17. században a Forgách család szerezte meg, s bár a 18. században több más család tulajdonában is volt, 1945-ig az övék maradt. Az épület mára teljesen elpusztult, nagyobb részét elmosta a Tisza; nyomai a Tó soron alig láthatóak. Helyét 1964-ben védetté nyilvánították.
1964-ben épült fel Tiszaszentmárton közigazgatási területén a Tiszaszentmárton–szalókai vasúti Tisza-híd, amely egy második összeköttetést teremtett a Szovjetunióval vasúton Záhony mellett. A mai napig ez a fő iránya a teherforgalomnak.

## Közélete

### Polgármesterei
- 1990–1994: Szántó Gyula (független)[3]
- 1994–1998: Szűcs Dezső (független)[4]
- 1998–2002: Szűcs Dezső (független)[5]
- 2002–2006: Szűcs Dezső (független)[6]
- 2006–2010: Szűcs Dezső (független)[7]
- 2010–2014: Szűcs Dezső (független)[8]
- 2014–2019: Szücs Dezső (független)[9]
- 2019–2024: Szélné Pap Aranka (független)[10]
- 2024– : Szélné Pap Aranka (független)[1]

## Népesség
A település népességének változása:
| Lakosok száma | 1151 | 1128 | 1130 | 1056 | 1095 | 1079 | 1080 |
|               | 2013 | 2014 | 2015 | 2021 | 2022 | 2023 | 2024 |

2001-ben a település lakosságának 92%-a magyar, 8%-a cigány nemzetiségűnek vallotta magát.
A 2011-es népszámlálás során a lakosok 94%-a magyarnak, 22,3% cigánynak, 0,3% ukránnak mondta magát (6% nem nyilatkozott; a kettős identitások miatt a végösszeg nagyobb lehet 100%-nál). A vallási megoszlás a következő volt: római katolikus 3,1%, református 81,5%, görögkatolikus 1%, felekezeten kívüli 1,3% (12,4% nem válaszolt).
2022-ben a lakosság 94,8%-a vallotta magát magyarnak, 18,5% cigánynak, 1,7% ukránnak, 0,2% németnek, 0,2% ruszinnak, 0,8% egyéb, nem hazai nemzetiségűnek (5,1% nem nyilatkozott; a kettős identitások miatt a végösszeg nagyobb lehet 100%-nál). Vallásuk szerint 2,9% volt római katolikus, 72,6% református, 2,1% görög katolikus, 1,3% egyéb keresztény, 0,1% ortodox, 3,5% felekezeten kívüli (16,9% nem válaszolt).

## Nevezetességei

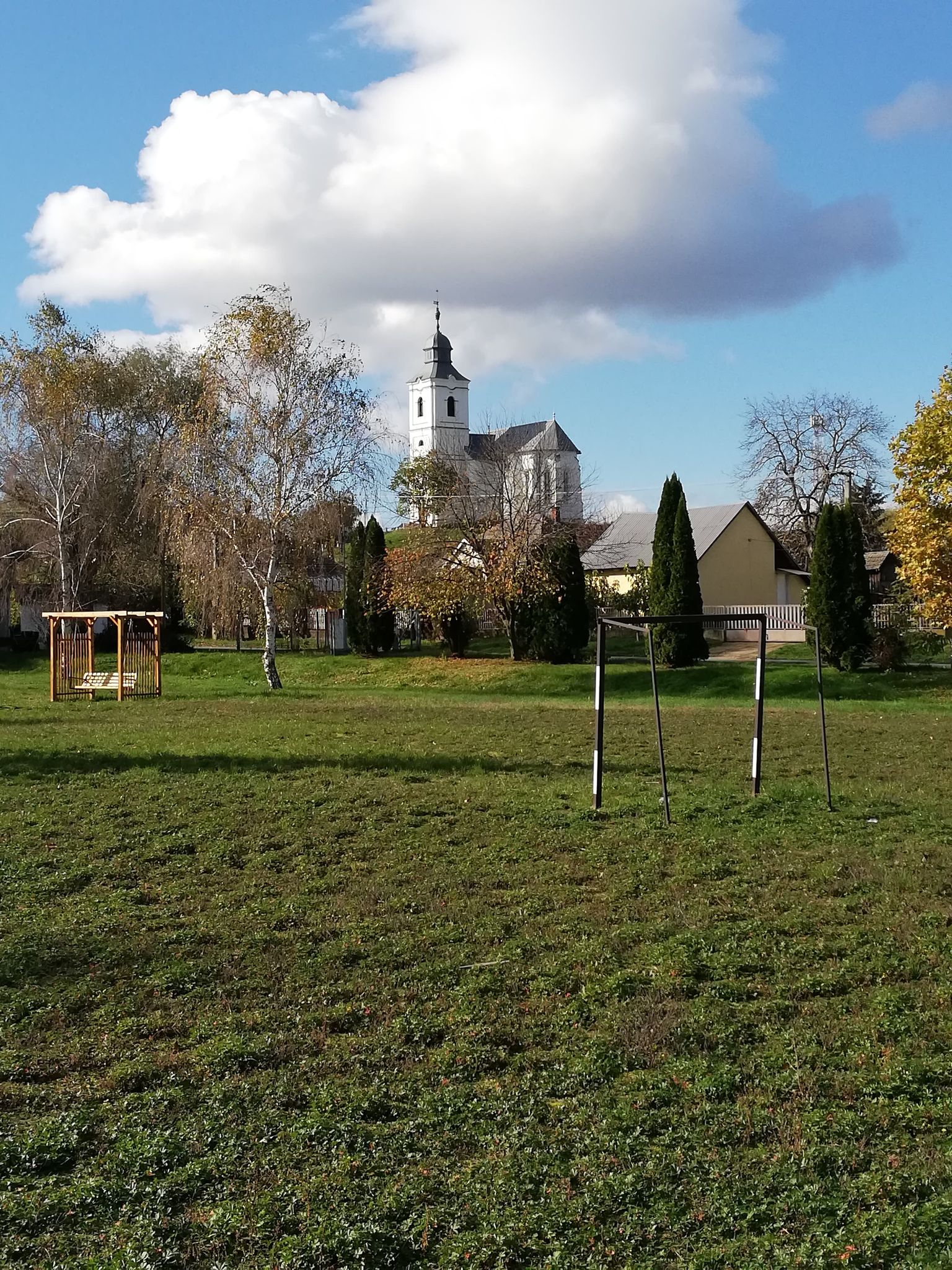
Református templom

- Református templom. Műemlék, a 16. században épült, gótikus stílusban. Az 1800-as években bővítették, ekkor épült tornya is.

## Külső hivatkozások
- Tiszaszentmárton az Utazom.com honlapján